# Peterongan (Semarang Selatan)
Peterongan is een bestuurslaag in het regentschap Semarang van de provincie Midden-Java, Indonesië. Peterongan telt 6161 inwoners (volkstelling 2010).